# Moanin' (Bobby Timmons)
Moanin' è un doppio album raccolta di Bobby Timmons, pubblicato postumo dalla Milestone Records nel 1975.

## Tracce
Lato A
1. Moanin' – 5:06 (Bobby Timmons) – Tratto dall'album "This Here Is Bobby Timmons!"
2. This Here – 3:31 (Bobby Timmons) – Tratto dall'album "This Here Is Bobby Timmons!"
3. Dat Dere – 5:22 (Bobby Timmons) – Tratto dall'album "This Here Is Bobby Timmons!"
4. My Funny Valentine – 5:06 (Richard Rodgers, Lorenz Hart) – Tratto dall'album "This Here Is Bobby Timmons!"

Lato B
1. Soul Time – 6:24 (Bobby Timmons) – Tratto dall'album "Soul Time"
2. You Don't Know What Love Is – 6:16 (Don Raye, Gene DePaul) – Tratto dall'album "Soul Time"
3. Ole Devil Moon – 4:38 (Burton Lane, E.Y. "Yip" Harburg) – Tratto dall'album "Easy Does It"
4. Pretty Memory – 3:32 (Bobby Timmons) – Tratto dall'album "Easy Does It"

Lato C
1. A Little Busy – 5:52 (Bobby Timmons) – Tratto dall'album "Easy Does It"
2. Autumn Leaves – 7:57 (Joseph Kosma, Johnny Mercer, Jacques Prévert) – Tratto dall'album "In Person"
3. So Tired – 6:24 (Bobby Timmons) – Tratto dall'album "In Person"

Lato D
1. You'd Be so Nice to Come Home To – 4:35 (Cole Porter) – Tratto dall'album "Sweet and Soulful Sounds"
2. Another Live One – 4:10 (Bobby Timmons) – Tratto dall'album "Sweet and Soulful Sounds"
3. Spring Can Really Hang You up the Most – 3:38 (Fran Landesman, Thomas J. Wolf, Jr.) – Tratto dall'album "Sweet and Soulful Sounds"
4. Born to Be Blue – 4:23 (Mel Tormé, Robert Wells) – Tratto dall'album "Born to Be Blue!"
5. Sometimes I Feel Like a Motherless Child – 4:40 (Brano tradizionale) – Tratto dall'album "Born to Be Blue!"

## Musicisti
Brani A1, A2, A3 & A4
- Bobby Timmons  - pianoforte
- Sam Jones  - contrabbasso
- Jimmy Cobb  - batteria

Brani B1 & B2
- Bobby Timmons  - pianoforte
- Blue Mitchell  - tromba
- Sam Jones  - contrabbasso
- Art Blakey  - batteria

Brani B3, B4 & C1
- Bobby Timmons  - pianoforte
- Sam Jones  - contrabbasso
- Jimmy Cobb  - batteria

Brani C2 & C3
- Bobby Timmons  - pianoforte
- Ron Carter  - contrabbasso
- Albert Heath  - batteria

Brani D1, D2 & D3
- Bobby Timmons  - pianoforte
- Sam Jones  - contrabbasso
- Roy McCurdy  - batteria

Brano D4
- Bobby Timmons  - pianoforte
- Sam Jones  - contrabbasso
- Connie Kay  - batteria

Brano D5
- Bobby Timmons  - pianoforte
- Ron Carter  - contrabbasso
- Connie Kay  - batteria